# Ateliers belges réunis
Les Ateliers belges réunis (ABR) étaient une société active dans la construction métallique et ferroviaire, nés de la fusion entre les sociétés Ateliers de construction de Familleureux, les Ateliers de construction mécaniques à Tirlemont, les Ateliers de la Dyle de Louvain et les forges Usines et Fonderies Haine-Saint-Pierre le 2 décembre 1959. Le siège de la société était à Enghien.

## Histoire
Le contexte de cette fusion est une réduction sévère des carnets de commande, liée notamment à la fin annoncée de la traction à vapeur.  La société sera ultérieurement intégrée à La Brugeoise et Nivelles (1977), elle-même rachetée par Bombardier Transport. 
La société a notamment produit des ponts en acier, clôtures et même des pièces pour les centrales électriques. Pour la SNCB, plusieurs commandes s'inscrivant dans le cadre de première vague de diéselisation du parc moteur, soit les séries 60, 73, 80 et 82. Enfin, des wagons torpilles de 400 tonnes pour l'usine sidérurgique Koninklijke Hoogovens à IJmuiden.

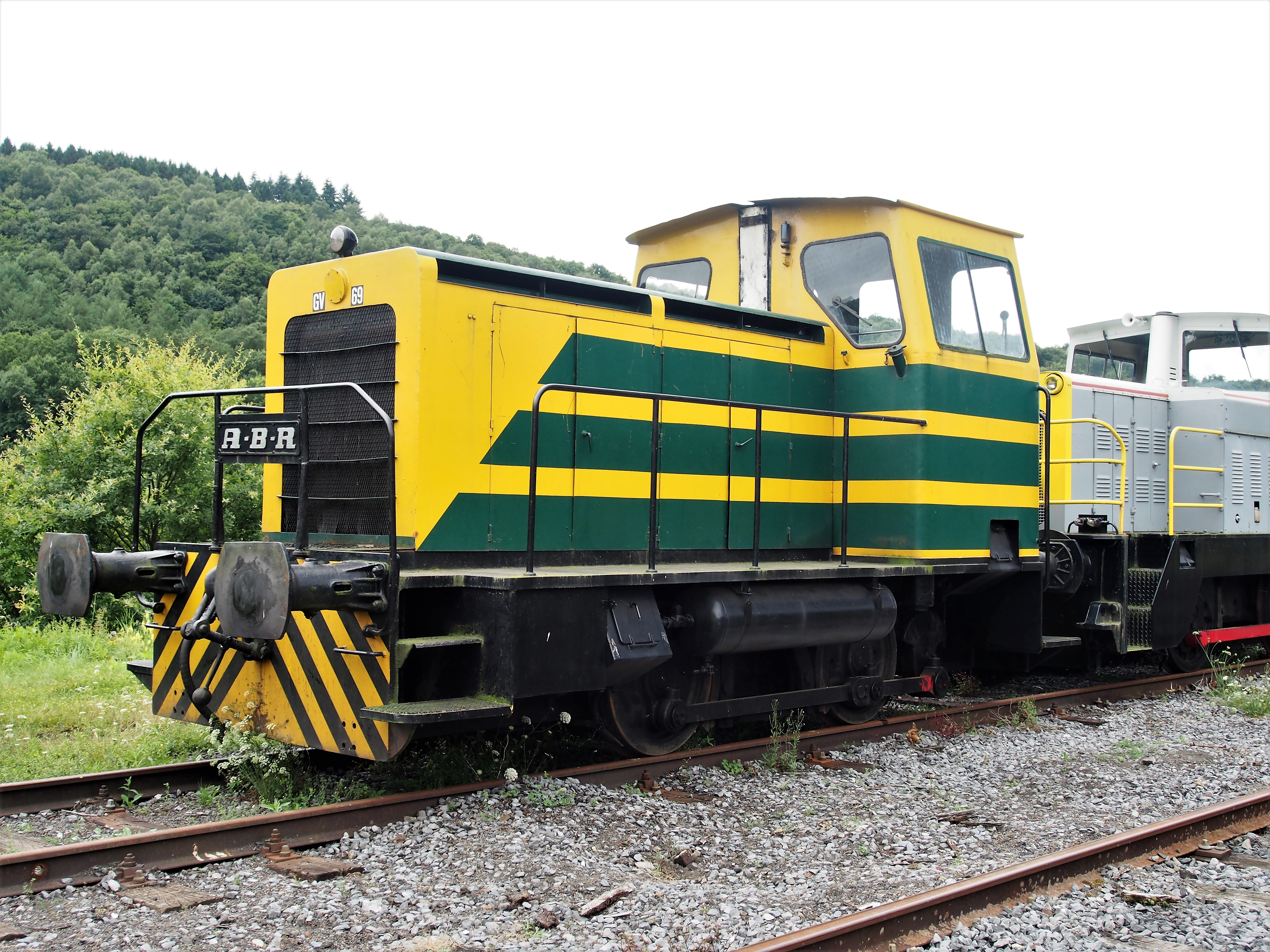
Un locotracteur construit par les Ateliers belges réunis.